# Torymoides dispar
Torymoides dispar är en stekelart som först beskrevs av Masi 1916.  Torymoides dispar ingår i släktet Torymoides och familjen gallglanssteklar. Inga underarter finns listade i Catalogue of Life.